# 關樹明
關樹明（英語：Kwan Shu Ming），香港男性電視監製，曾為香港無綫電視監製及香港電視網絡總導演。

## 簡歷
關樹明於1994年加入香港無綫電視，並擔任助理編導，首套參與作品是《千歲情人》，後於1998年晉升為編導，曾編導《烈火雄心》、《陀槍師姐III》、《皆大歡喜》、《天幕下的戀人》等高收視劇集。2012年，他獲王維基挖角而跳槽至旗下香港電視網絡，隨即擔任《三面形醫》、《惡毒老人同盟》總導演，2013年再擔任《天網》總導演，不過香港電視網絡因未能如期開台而擱置拍攝，令其遺憾未能完成此劇。
2015年，關樹明受前無綫電視副總經理（戲劇製作及節目）杜之克邀請返回無綫電視，並於2016年由編導晉升為監製，首部監製的劇集是《不懂撒嬌的女人》，此劇更是無綫電視首部4K解析度全實境拍攝製作的電視劇。2017年，他以港式商戰為題材拍攝《創世紀》續集《再創世紀》，2020年與監製關文深、編審彭美鳯合作的《那些我愛過的人》收視不俗，但於2020年拍攝的《刑偵日記》在香港的收視偏低。2021年8月，他於團隊籌備開拍新作品《OPM》時（未有在作品留名），再度離開無綫電視，以《把關者們》為其告別作，並與朋友自組公司，隨後與杜之克轉投NowTV之要職。
關樹明在任無綫電視監製／香港電視網絡總導期間，曾常用的主要演員眾多，包括林文龍、袁文傑、楊潮凱（4部）；黃嘉樂、馬貫東、陳自瑤、丁子朗、袁潔儀、劉溫馨、黃庭鋒、張達倫、袁偉豪（3部）；湯洛雯、蘇皓兒、傅嘉莉、黃智雯、王敏奕、劉佩玥、王浩信、姜皓文、黎諾懿、連詩雅、李任燊、楊卓娜、鄧佩儀、蔚雨芯、姜大衞、郭子豪、陳家樂（2部）。

## 電視劇（無綫電視）

### 助理編導／編導列表
- 1994年：《千歲情人》《烈火狂奔》《天子屠龍》
- 1995年：《萬里長情》《O記實錄》
- 1996年：《900重案追兇》《河東獅吼》
- 1997年：《醉打金枝》
- 1998年：《烈火雄心》
- 1999年：《千里姻緣兜錯圈》《雙面伊人》
- 2001年：《勇往直前》《陀槍師姐III》
- 2002年：《皆大歡喜》《烈火雄心II》
- 2003年：《撲水冤家》
- 2004年：《陀槍師姐IV》《翡翠戀曲》
- 2005年：《翻新大少》《窈窕熟女》
- 2006年：《天幕下的戀人》
- 2007年：《建築有情天》《同事三分親》《通天幹探》
- 2008年：《最美麗的第七天》《甜言蜜語》
- 2009年：《烈火雄心3》《有營煮婦》
- 2010年：《談情說案》
- 2011年：《仁心解碼》《女拳》
- 2012年：《回到三國》

### 監製列表
- 2017年：《不懂撒嬌的女人》
- 2018年：《再創世紀》、《救妻同學會》
- 2020年：《那些我愛過的人》（關文深合監）
- 2021年：《刑偵日記》、《把關者們》

## 電視劇（香港電視網絡）

### 總導演列表
- 2015年：《三面形醫》《惡毒老人同盟》
- 擱　置：《天網》